# Edith Helen Stern
Edith Helen Stern (* 1952) ist eine US-amerikanische Ingenieurin und Erfinderin mit einer Ausbildung als  Mathematikerin und über 120 angemeldeten US-Patenten.

## Leben
Ihr Vater Aaron Stern war u. a. Pädagoge und Psychoanalytiker. Er widmete seine ganze Zeit, aus seiner Tochter ein Genie zu machen. Er nannte es das "Edith Experiment". Manche kritisierten seine Vorgehensweise, aus seiner Tochter ein Wunderkind machen zu wollen. Im Alter von nur 11 Monaten und bevor sie sprechen konnte, kommunizierte sie mit Karteikarten. Mit einem Jahr konnte sie einfache Sätze sprechen und Buchstaben auf Karteikarten erkennen. Mit 2 Jahren beherrschte sie das gesamte Alphabet. Mit 3 Jahren spielte sie Schach und löste bereits Rechenaufgaben. Mit 4 Jahren begann ihr Interesse für Bücher, und mit 8 Jahren las sie Bücher von Charles Darwin, Sigmund Freud und Platon. Mit 12 Jahren schrieb sie sich im College ein und erwarb im Alter von 15 Jahren einen Abschluss am Miami-Dade Junior College. Sie erwarb 1967 einen Bachelor-Abschluss in Mathematik an der Florida Atlantic University und war ihr jüngster Absolvent überhaupt. Stern erhielt einen Master-Abschluss in Mathematik an der Michigan State University (MSU) und war damit sie die jüngste Absolventin der MSU. Mit 18 hatte sie ihren Master-Abschluss in Mathematik an der MSU abgeschlossen.

## Leistungen
Anfang der 1970er Jahre begann sie als Praktikantin bei IBM. Dort erkannte man sehr schnell ihre außergewöhnliche Begabung und Stern wurde kurzfristig in die Forschungs- und Entwicklungsabteilung von IBM eingesetzt. Sie erkannte das Potential der gerade erst entstehenden IBM-Familie von Echtzeitcomputern und der zukünftigen Kommunikation und Telekommunikation. Es gab von ihr viele Erfindungen und technische Innovationen, die in Telefonen, digitalen Medien, Videokonferenzen, selbstfahrenden Autos und dem Internet zum Einsatz kommen. 1998 wurde sie zum IBM-Meister-Erfinder ernannt und ein Jahr später wurde sie in die IBM Academy of Technology gewählt. Dort arbeitet sie auch am Programm IBM Watson für Künstliche Intelligenz mit.

## Auszeichnungen
Sie war die erste Frau, die zum Vollmitglied der American Society of Mechanical Engineers (ASME) ernannt wurde. Stern erhielt 2012 den ASME Kate Gleason Award für ihr Lebenswerk als Ingenieurin für ihre Arbeit bei IBM und ihren 128 US-Patenten.